# Matilde, abadessa de Quedlinburg
Matilde (desembre de 955 - 999), també coneguda com a Mathilda i Mathilde, va ser la primera princesa-abadessa de Quedlinburg. Era la filla d'Otto I, emperador del Sacre Imperi Romanogermànic, i la seva segona esposa, Adelaida de Borgonya.

## Biografia
La seva àvia, Santa Matilde, va fundar l'abadia de Quedlinburg el 936 i la va encapçalar. A l'abril de 966, en una esplèndida cerimònia sol·licitada pel seu pare, als onze anys, la neta i homònima de santa Matilde va ser reconeguda com a abadessa per tots els bisbes i arquebisbes del Sacre Imperi Romano-Germànic .
Un any després d'esdevenir abadessa, la seva àvia va morir, i Matilde va quedar com l'únic membre de la dinastia Otoniana en el regne quan el seu pare i el seu germà Otó van anar a Itàlia. Així, la seva tasca era representar la seva dinastia i governar Saxònia en una situació particularment difícil.
Com a regent, Matilde va celebrar un sínode reformador a Dornberg. El sínode era de caràcter reformador i es referia a l'església d'Alemanya. El 984, presidí una dieta imperial a la seva abadia. A la dieta, Enric el Busca-raons va qüestionar el dret del nebot de Matilda a succeir al seu pare. Matilde va derrotar amb èxit les seves pretensions i va aconseguir l'elecció del seu nebot com a Emperador del Sacre Imperi Romà Germà, per tal de "sostenint l'imperi junts". El 984, Matilda, la seva mare, l'emperadriu Adelaida i la seva cunyada, l'emperadriu Teòfana, es van convertir en corregents per al seu jove nebot, Otó III. Un cronista contemporani va descriure la seva regència com «sense febleses femenines». Matilde aconseguí restaurar la pau i l'autoritat organitzant un exèrcit contra els bàrbars. Va ser lloada pel fet d'assolir els seus objectius sense emprar la força militar, tot i que estava a la seva disposició.
Va morir l'any 999 i va ser succeït per la seva neboda, Adelaida I.
Widukind de Corvey, un cronista històric saxó, va dedicar els seus escrits, entre els quals es troba l'obra més important de la historiografia otoniana, a Matilda.